# Mangaroa (rivière)
La  rivière Mangaroa  (en anglais : Mangaroa River) est un cours d’eau de la région de Wellington situé dans l’Île du Nord de la Nouvelle-Zélande.

## Géographie
Elle s’écoule vers de nord à partir des contreforts ouest de la chaîne des Rimutaka (en) à l’ouest de la ville de Lower Hutt, rencontrant le fleuve Hutt au  nord de la ville de Upper Hutt.